# Backflip Madness
Backflip Madness est un jeu vidéo mêlant clumsy simulator et sport développé et édité par Gamesoul Studio, sorti en 2013 sur iOS et Android.

## Accueil
- Canard PC : 6/10[1]
- Pocket Gamer : 7/10[2]
- TouchArcade : 4/5[3]